# Anders Piscator

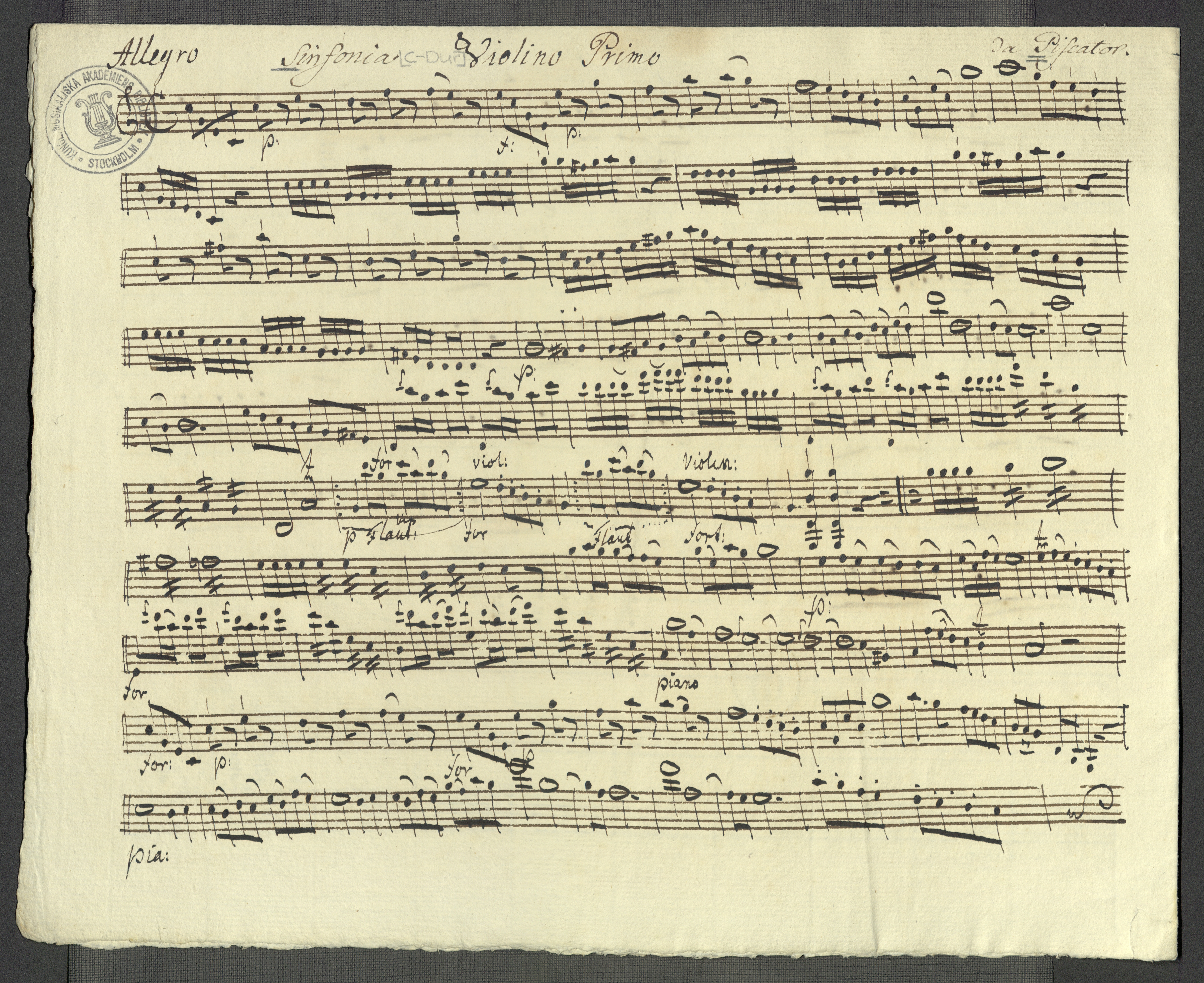
Första notsidan ur förstaviolinstämman (manuskript) till en Sinfonia a 8 av Andreas Piscator. Stämmaterialet hör till Utile Dulcis samling, som återfinns hos Musik och teaterbiblioteket, vid Statens musikverk.

Anders Piscator, född 1736 i Ekshärad, död 1804 i Hammarö socken, var en svensk präst, tonsättare och organist.

## Biografi
Anders Piscator föddes 1736. Han var son till pastorsadjunkten Magnus Piscator (1707–1743) och Anna Petersdotter Ekelund (född 1713) i Ekshärads socken. Piscator började 1754 studera vid Karlstads gymnasium och blev 1757 student vid Uppsala universitet. Där han promoverades till filosofie magister 1761. 1772 anställdes han som vikarierande lektor, och ordinarie följande år, vid läroverket i Karlstad. Från 1792 var han verksam som director musices vid läroverket. Han tjänstgjorde även som organist i domkyrkan. En av hans elever var Erik Gustaf Geijer. Hans prästerliga ämbetsbana avlutades med att han blev kyrkoherde i Hammarö församling och prost.
Piscator invaldes i Kungliga Musikaliska akademien år  1800 som ledamot nummer 187.

### Familj
Piscator gifte sig 13 maj 1781 i Karlstad med Eva Fredrika Gärtner (född 1765). Hon var dotter till domkyrkoorganisten Gabriel Gärtner och Eva Greta Fredriksson i Karlstad. De fick tillsammans barnen Eva Fredrika (1783–1839),  Anna Elisabet (1785–1841), Sara Maria (1786–1788), Sara Johanna  (1788–1849), Magnus Gabriel (1793–1794) och Lovisa (1795–1869).

## Verk
- Sinfonia C-dur
- Sinfonia F-dur
- Sonat Ess-dur för två violiner och bas
- Sonat A-dur för två violiner och bas
- Duett C-dur för violin och violoncell
- Duett c-moll för violin och violoncell
- Två tvåstämmiga menuetter

## Skrifter
- De Cicerone Mathematico, avhandling pro exercitio, Uppsala, 1759.
- Qua in Specimen Generaliter Solvendi Problematis Mathematici, Explicatur Motus.
- Collidentium Lubricorum Corporum, Non Gravium, avhandling pro gradu, Uppsala, 1761.
- Försök till öfwersättning af danska låfskriften Om Sjöfarten, desz Uprinnelse och werkningar, anonym utgåva (författad av Christian Braunmann Tullin och översatt tills m Johan Christopher Stricker), Stockholm: Peter Hasselberg, 1766.
- Verlds Systemet. I anledning af Sidsta Observationerne På Veneris gång genom Solen. Karlstad, 1774.
- Wid flere bedröflige tillfällen… Program vid Karlstads gymn. till Olof Bjurbäcks parentation öfver Konung Gustaf III, Karlstad, 1792.